# KBS 뉴스 930 강원
《KBS 뉴스 930 강원》은 KBS 춘천 1TV에서 매주 평일 오전 9시 45분에 방송 중인 강원 지역 뉴스 프로그램이다.

## 개요
KBS 춘천 뉴스 930으로 읽는다.

## 앵커
| 대수 | 진행자          | 진행 기간        | 비고              |
| ---- | --------------- | ---------------- | ----------------- |
| 1대  | 김서련 아나운서 | 일자 미상 ~ 현재 | [ 1 ] [ 2 ] [ 3 ] |

## 기상 캐스터
| 대수 | 기상 캐스터        | 진행 기간                         | 비고  |
| ---- | ------------------ | --------------------------------- | ----- |
| 1대  | 김미주 기상 캐스터 | 2019년 3월 18일 ~ 2023년 9월 15일 |       |
| 2대  | 이원영 기상 캐스터 | 2023년 9월 18일 ~ 현재            | [ 4 ] |

## 경쟁 프로그램
- 930 MBC 뉴스 강원 (춘천MBC TV, 원주MBC TV)
- G1 뉴스 (1015) (G1 TV)